# Ionítxevka
Ionítxevka (en rus: Ионычевка) és un poble de l'óblast de Saràtov, a Rússia, segons el cens del 2010 tenia 165 habitants. Pertany al districte municipal de Petrovsk.